# Jakob Schmitt (Politiker, 1865)
Jakob Schmitt (* 5. Oktober 1865 in Fritzdorf; † 19. Oktober 1930 in Düsseldorf) war ein deutscher Theologe und Politiker (Zentrum).

## Leben
Nach dem Besuch der Bürgerschule in Ahrweiler und dem Abitur am Gymnasium in Düren studierte Schmitt drei Jahre Römisch-katholische Theologie an der Rheinischen Friedrich-Wilhelms-Universität Bonn. Während seines Studiums wurde er 1887 Mitglied der KDStV Ripuaria Bonn im CV. Im Anschluss an seine Zeit in Bonn absolvierte er das Priesterseminar in Köln, wo er 1891 die Priesterweihe empfing. Er arbeitete fünf Jahre lang als Kaplan an der Kirche St. Josef in Oberbilk, setzte dann seine Bildungslaufbahn fort und studierte von 1896 bis 1898 Theologie und Philosophie in Rom. Außerdem wurde er zum Dr. theol. et phil. promoviert.
Im Anschluss an seine Studien war Schmitt ein Jahr als Kaplan in Angermund und danach fünf Jahre als Kaplan an der Pfarrkirche St. Maximilian in Carlstadt tätig. Im Oktober 1905 wurde er Anstaltspfarrer und Seelsorger am Gefängnis Derendorf, das er seit Oktober 1917 als Direktor leitete. Des Weiteren war er Präsident des Düsseldorfer Strafvollzugsamtes. Neben seiner beruflichen Tätigkeit fungierte er ab 1898 als Kuratoriumsvorsitzender des katholischen Arbeitervereins St. Paulus-Haus. Darüber hinaus war er von 1898 bis 1905 Präses der katholischen Arbeitervereine für den Bezirk Düsseldorf Stadt und Land.
Schmitt trat in die Zentrumspartei ein und war vom 16. Juni 1908 bis 15. November 1918 Mitglied des Preußischen Abgeordnetenhauses. Von 1919 bis 1921 war er Mitglied der Verfassunggebenden Preußischen Landesversammlung. Im Februar 1921 wurde er als Abgeordneter in den Preußischen Landtag gewählt, dem er ohne Unterbrechung bis zum Ablauf der zweiten Legislaturperiode 1928 angehörte. Im Parlament vertrat er den Wahlkreis 22 (Düsseldorf-Ost).